# Bye Bye Baby (canção de CatCat)
"Bye Bye Baby" (tradução portuguesa: "Adeus, Adeus querido") foi a canção que representou a Finlândia no Festival Eurovisão da Canção 1994 que se realizou em Dublin, na Irlanda .
Foi interpretada em finlandês (apesar do título em inglês) pelo duo CatCat (constituído por duas irmãs. uma loura e a outra de cabelo castanho, chamadas Virpi e Katja Kätkä, cujo nome é foneticamente muito semelhante a "cat cat em inglês (em especial no plural: Kätkät). Foi a segunda canção a ser interpretada na noite do festival, a seguir à canção sueca "Stjärnorna", interpretada por Marie Bergman e antes da canção irlandesa "Rock 'n' Roll Kids, interpretada por Paul Harrington e Charlie McGettigan . Terminou em 22.º lugar (entre 25 países participantes), recebendo 11 pontos (10 da Grécia e 1 da Bósnia e Herzegovina. Devido ao fraco resultado, a Finlândia foi excluída de participar no Festival Eurovisão da Canção 1995 e só voltaria a participar em 1996, com Jasmine que interpretou o tema "Niin kaunis on taivas".

## Autores
A canção tinha letra e música de Kari Salli e Markku Lentonen e foi orquestrada pelo maestro Olli Ahvenlahti.

## Letra
A canção é cantada na perspetiva de uma mulher que terminou uma relação amorosa devido à infidelidade do seu amado. Ela diz "Eu não irei acreditar quando isto termina" e encara um futuro de um modo positivo. Da canção, apenas o refrão é cantado em inglês, tudo o resto é cantado em finlandês.

## Atuação
As CatCat interpretaram a canção usando casacos negros, mas abertos para se ver os vestidos delas: Katja (a loira parecia com um vestido verde, enquanto a Virpi, a trigueira, tinha um vestido cor-de-rosa. Ela foram acompanhadas por dois dançarinos negros vestidos num estilo rap, característicos dos inícios da anos 1990, interpretando uma dança inspirado no estilo breakdance.